# Piniata

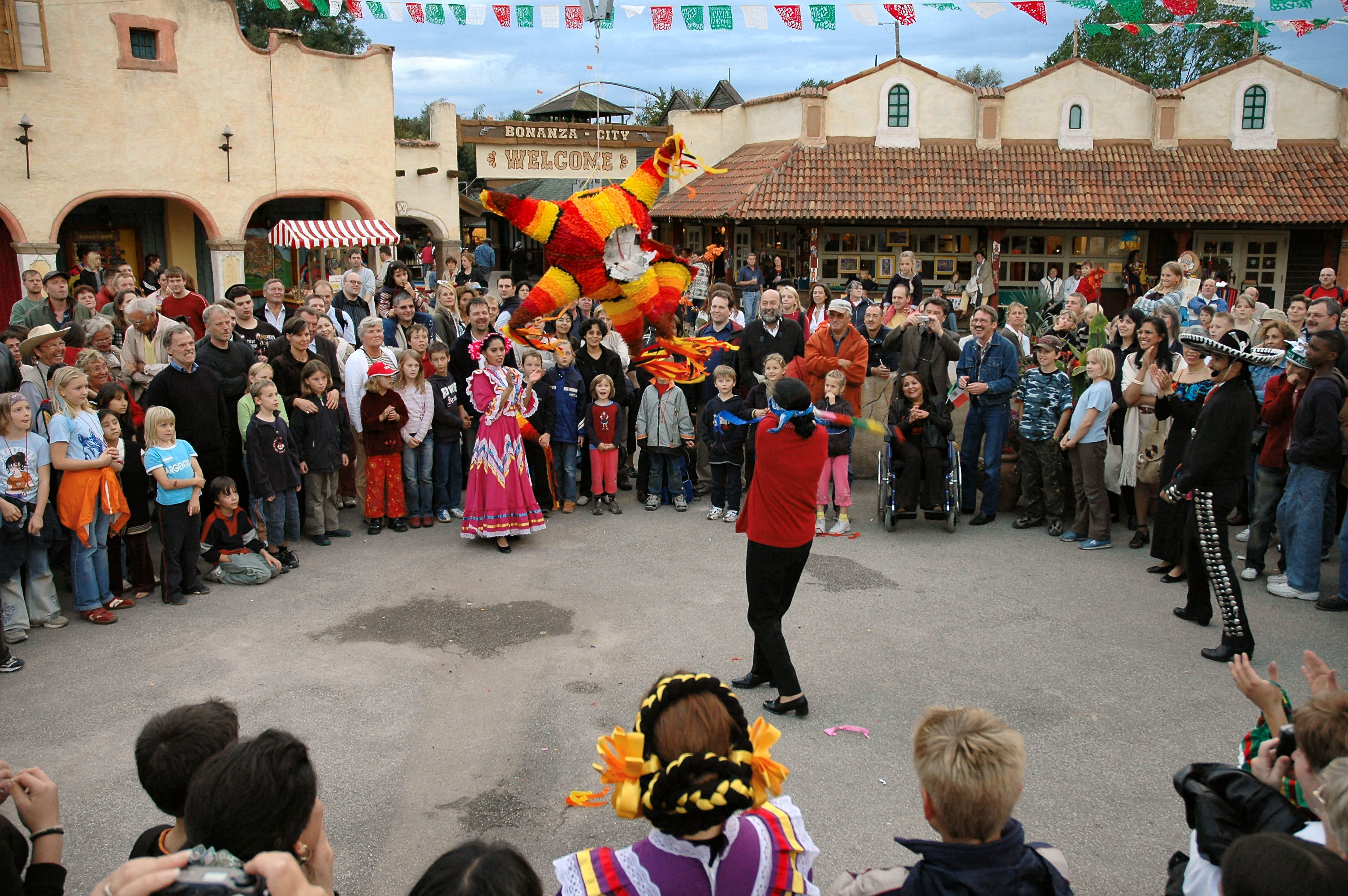

Kobieta strącająca piniatę

Piniata (hiszp. piñata) – ludowy zwyczaj w krajach latynoskich osadzony w tradycji bożonarodzeniowej. Zabawa polega na strąceniu specjalnie przygotowanej kuli wypełnionej przeważnie słodyczami, których uczestnicy starają się zebrać jak najwięcej.
Piniata korzeniami sięga czasów przedkolonialnych. Konkwistadorzy przejęli zwyczaj od miejscowych Indian, nadając mu przy tym chrześcijański charakter. Wraz ze strumieniem łupów i innych dóbr płynących z Nowego Świata przywędrował on do Hiszpanii i Portugalii. W zależności od kraju, występuje w drobnych odmianach. 
W Wenezueli tuż po wigilijnej kolacji następuje rozbicie piniaty specjalną pałką przez któregoś z najmłodszych członków rodziny. W Meksyku piniata znalazła swe miejsce w okresie 9 dni przed świętami Bożego Narodzenia, który w tym kraju jest czasem składania wizyt towarzyskich. Jest on obchodzony na pamiątkę postojów Maryi i Józefa w drodze do Betlejem. Dorośli podczas tych spotkań organizują dla dzieci piniatę, sami również biorąc w niej udział. Często, zwłaszcza na wsi meksykańskiej, piniatą jest gliniane naczynie lub forma papierowa w kształcie gwiazdy czy pajaca, wewnątrz których znajdują się słodycze, rzadziej owoce. Zabawa polega na strąceniu kijem zawieszonej u sufitu piniaty i zebraniu jak największej ilości rozsypanych słodyczy. Widowisko, mające postać improwizowanej śpiewogry, ma swoją dramaturgię, np. niektórych uczestników przepędza się kijem czy wyciąga na środek. Piniata stała się również typowym zwyczajem urodzinowym meksykańskich dzieci. Zdarza się też, że matki, chcąc zorganizować dziecku zabawę, przygotowują naprędce piniatę. Urodzinowa piniata zaczyna zdobywać popularność poza kręgiem kultury latynoskiej i coraz częściej pojawia się na przyjęciach urodzinowych w Europie i Ameryce Północnej.
| La piñata (fragment) No quiero oro ni quiero plata. Lo que quiero es quebrar la piñata!! Andale!! niña sal del rincón. con la canasta de la colación. Andale!! Juana no te dilates. Con la canasta de los cacahuates! Dale, dale, dale!! no pierdas el tino mira la distancia que hay en tu camino. Naranja dulce, piña cubierta denles de palos a los de la puerta. | Piniata Nie chcę ja srebra, nie chcę ja złota, Rozbić piniatę przyszła mi ochota!! Rusz się, no rusz się!! wyjdź dziewczę stąd. Z koszem słodyczy szybko opuść kąt. Rusz się, no rusz się!! Wyjdź Juana ma. Z koszem fistaszków spiesz do nas raz, dwa! Uderz, uderz, uderz!! A nie pogub drogi i do celu prosto niech cię niosą nogi. Słodka pomarańcza, słodki ananas, tych, co w drzwiach stoją, przegoń kijem zaraz. |